# Gunnera-ordenen
Gunnera-ordenen (Gunnerales) har følgende fællestræk: De indeholder ellaginsyre. I sikarrene findes plastider med proteinkrystalloider og stivelse. Bladene er håndnervede med tandet rand. Blomsterne er enten rent hanlige eller rent hunlige. Ordenen rummer kun de to nævnte familier.
| Familier |

- Gunnera-familien (Gunneraceae)
- Myrothamnaceae